# 安娜·哈格
安娜·哈格（瑞典語：Anna Haag，1986年6月1日—），瑞典女子越野滑雪运动员。她曾代表瑞典参加2010年、2014年和2018年冬季奥林匹克运动会越野滑雪比赛，共获得一枚金牌和三枚银牌。